# Tridenchthonius juxtlahuanca
Tridenchthonius juxtlahuanca es una especie de arácnido del orden Pseudoscorpionida de la familia Tridenchthoniidae.

## Distribución geográfica
Se encuentra en México.